# Ammothella
Ammothella är ett släkte av havsspindlar. Ammothella ingår i familjen Ammotheidae.

## Dottertaxa tillAmmothella, i alfabetisk ordning[1]
- Ammothella alcalai
- Ammothella appendiculata
- Ammothella biunguiculata
- Ammothella cymosa
- Ammothella dawsoni
- Ammothella elegantula
- Ammothella exornata
- Ammothella gibraltarensis
- Ammothella hedgpethi
- Ammothella heterosetosa
- Ammothella hispida
- Ammothella japonica
- Ammothella longioculata
- Ammothella longipes
- Ammothella marcusi
- Ammothella menziesi
- Ammothella nimia
- Ammothella omanensis
- Ammothella ovalis
- Ammothella pacifica
- Ammothella paradisiaca
- Ammothella pilosa
- Ammothella prolixa
- Ammothella rostrata
- Ammothella rotundata
- Ammothella rugulosa
- Ammothella schmitti
- Ammothella setacea
- Ammothella setosa
- Ammothella spinifera
- Ammothella stauromata
- Ammothella stocki
- Ammothella symbia
- Ammothella thetidis
- Ammothella tippula
- Ammothella tuberculata
- Ammothella tubicen
- Ammothella uniunguiculata
- Ammothella vanninii
- Ammothella verenae